# Bleekeria mitsukurii
Bleekeria mitsukurii es una especie de peces de la familia Ammodytidae en el orden de los Perciformes.

## Morfología
Los machos pueden llegar alcanzar los 16 cm de longitud total.

## Distribución geográfica
Se encuentra desde el Japón central hasta el Mar de la China Meridional. También en Indonesia, al noroeste de Australia y al oeste del Índico.